# Ботієве
Боті́єве (в минулому — Улькон-Сасик-Тогун, Дермендере-1, Цареводарівка) — село в Україні, у Приазовській селищній громаді Мелітопольського району Запорізької області. Населення — 1615 осіб. До 2020 року — адміністративний центр ліквідованої Ботіївської сільської громади.

## Географія
Село Ботієве розташоване за 165 км від обласного центру та 45,5 км від районного центру, на правому березі річки Корсак, яка через 4 км впадає в Азовське море, вище за течією на відстані 1 км розташоване село Бабанівка, на протилежному березі — село Строганівка. За 3 км на північ від села пролягає автошлях міжнародного значення М14E58. Найближча залізнична станція Мелітополь (за 48 км).

## Історія
Поблизу села Ботієве виявлено останки двох поселень епохи бронзи (III—II тисячоліття до н. е.). В одному з них знайдено залишки поселення скіфської доби (VII—III ст. до н. е.). Поруч знаходяться 10 курганів.
Точна дата заснування села невідома. Однак уже в «Атласі Чорного Моря» автора Манганарі, який було складено в період з 1824 по 1836 роки, село Великий Состон (що є спотвореною назвою села Улькон Сасиктугун, з північнокримського «улькон» — «великий» та «сасиктугун» — «смердюче поле») вказане як велике та з млином. До 1860 року в селі Улькон-Сасик-Тугун проживали переважно кримські татари та ногайці. Проте після Північно-Кримської війни більшість корінного населення села, як і інших сіл Мелітопольського повіту, була змушена емігрувати до Османської імперії.
У 1862 році (за іншими даними — 1861 рік) до села починають прибувати болгари-переселенці з Молдови. В цей час село отримує нову назву Цареводарівка, хоча стара назва продовжує вживатися паралельно з новою до кінця XIX століття.
Станом на 1886 рік у колонії Цареводарівка (Улькон-Сасик-Тугун), центрі Цареводарівської волості Бердянського повіту Таврійської губернії, мешкало 1089 осіб, налічувалося 167 дворових господарств, діяли 3 лавки, відбувалися 2 ярмарки на рік та базари.
За переписом 1897 року, кількість мешканців зросла до 2434 осіб (1275 чоловічої статі та 1175 — жіночої), з яких 2379 — православної віри.
З 24 серпня 1991 року село у складі Незалежної України.
30 червня 2016 року,  в ході децентралізації, шляхом об'єднання Ботіївської та Приморсько-Посадської сільських рад утворена Ботіївська сільська громада.
12 червня 2020 року, відповідно до розпорядження Кабінету Міністрів України № 713-р «Про визначення адміністративних центрів та затвердження територій територіальних громад Запорізької області», Ботіївська сільська громада увійшла до складу Приазовською селищною громадою.
19 липня 2020 року, в результаті адміністративно-територіальної реформи та ліквідації Приазовського району, село увійшло до складу новоутвореного Мелітопольського району.
З початку широкомасштабного російського вторгнення в Україну село перебуває під тимчасовою окупацією російських загарбників.
26 липня 2022 року місцеві жителі тимчасово окупованого Ботієвого знайшли гідне застосування триколорної «ганчірки» — просто викинувши на смітник.

## Населення

### Мова
:
| Розподіл населення за рідною мовою (за даними перепису 2001 року) |                |          |
| Роки                                                              | Кількість осіб |          |
| Мова                                                              | Кількість      | Відсоток |
| російська                                                         | 1255           | 77,71 %  |
| українська                                                        | 215            | 13,31 %  |
| болгарська                                                        | 132            | 8,17 %   |
| вірменська                                                        | 6              | 0,37 %   |
| білоруська                                                        | 4              | 0,25 %   |
| грецька                                                           | 1              | 0,06 %   |
| інші/не вказали                                                   | 2              | 0,13 %   |
| Всього:                                                           | 1615           | 100 %    |

## Економіка
- ПП «Цареводарівка».
- Пансіонат «Екскребул»
- Приватний пансіонат «Кристал-клас»

- Ботіївська вітрова електростанція, розташована поруч із селом. Встановлена потужність Ботіївської ВЕС становить 200 МВт, будівництво здійснено у дві черги: у грудні 2012 року було запущено 30 агрегатів, у квітні 2014 року — ще 35. Середньорічна генерація на рівні 686 млн кВт/год електроенергії щорічно.

Ботіївська ВЕС
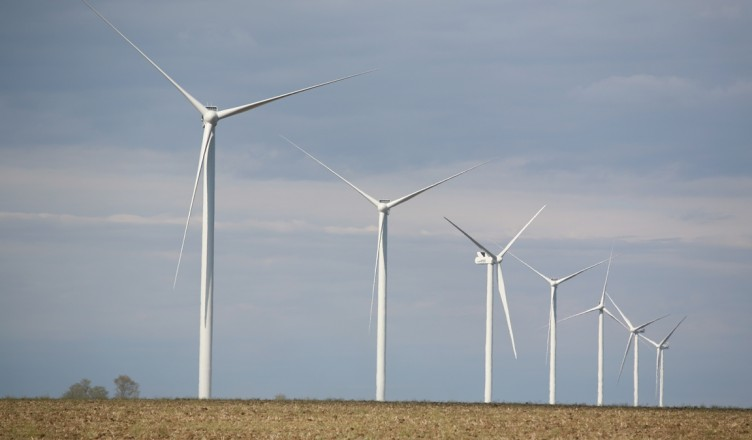
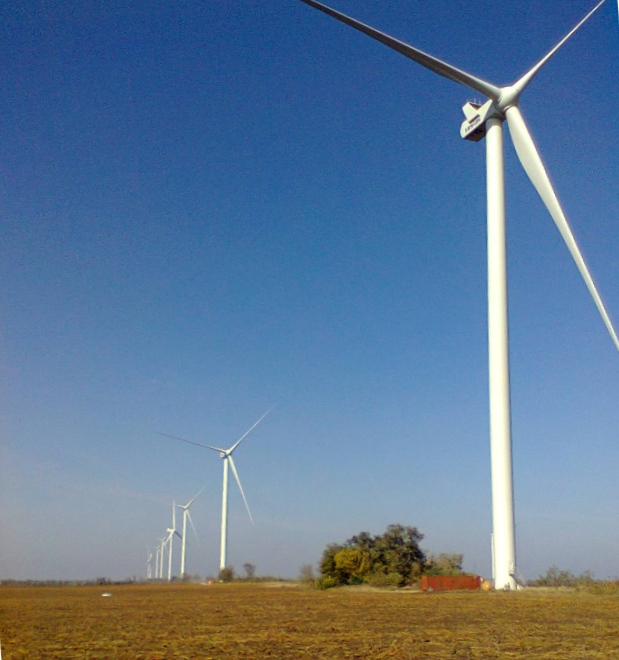

## Об'єкти соціальної сфери
- Ботіївська середня загальноосвітня школа (в школі облаштовано музей болгарської культури[11]).
- Заклад дошкільної освіти.
- Будинок культури.
- Лікарня.

## Відомі особи
Уродженці села
- Балановський Юрій Васильович (1914—1984) — український художник-живописець.
- Беляєв Дмитро Володимирович (1990—2018) — старший солдат Збройних сил України, учасник російсько-української війни, посмертно нагороджений орденом «За мужність» III ст.[12][13][14][15].
- Вашанцев Валентин Іванович (1914—1977) — Герой Соціалістичної Праці.
- Холодний Георгій Степанович — Герой Радянського Союзу.
- Янів Юрій Теодозієвич (1892—1973) — медичний сотник армії Української Народної Республіки